# Система управления ракетой
Система управления ракеты — система управления (СУ), неотъемлемая часть ракеты наряду с двигателем, баками компонентов и несущей конструкцией. Ракета не может выполнять своих функций без системы управления.

## Функции системы управления
В процессе полета ракеты система управления решает три основных задачи:
Наведение на цель (навигация) — обеспечение полёта ракеты согласно траектории, указанной в полётном задании. Подсистема (автомат) наведения должна учитывать реальное и программное положение ракеты и корректировать с помощью двигателей и рулей отклонения ракеты от указанного курса, возникающие вследствие возмущений (ветровых, разброса параметров двигателей и т. п.). В качестве основного источника положения ракеты (координат и вектора скорости) обычно используются гиростабилизированная платформа или бесплатформенная инерциальная навигационная система. В дополнение к ним для компенсации ошибок используется спутниковая система навигации и астровизирование. Качество реализации автомата наведения непосредственно влияет на точность выведения полезной нагрузки в заданную точку.
Стабилизация полета — учёт внешних (ветер и т. п.) и внутренних (резонансные явления и т. п.) возмущений и компенсация их с учетом предельно допустимых значений, допустимых для данной ракеты. Подсистема (автомат) стабилизации обеспечивает устойчивый полет ракеты, неразрушение её конструкции. Качество реализации автомата стабилизации непосредственно влияет на предельные габариты полезной нагрузки, а также на возможности оптимизации конструкции ракеты с целью снижения её массы.
Управление расходом топлива — обеспечение максимально эффективного расхода топлива и полного выгорания компонентов (горючего и окислителя). При использовании ракеты пакетной схемы (одновременная работа нескольких ракетных блоков, обычно центрального и нескольких боковых) система управления расходом топлива (СУРТ) также обеспечивает полное выгорание компонентов во всех блоках ракеты одновременно к моменту разделения. Эффективно работающая СУРТ обеспечивает повышение полезной нагрузки вследствие снижения требований к гарантийным запасам топлива, вместо которых берётся полезный груз. Работа СУРТ вызывает возмущения в работе автомата наведения и автомата стабилизации.
Все вышеуказанные подсистемы в настоящее время обычно являются программными подсистемами, не имеющими физического (приборного) воплощения, за исключением датчиков (например, датчиков уровня топлива в баках).
В процессе предполетной подготовки система управления также обеспечивает автоматизацию проверок узлов ракеты и пусковых операций.

## Состав системы управления
Система управления ракеты обычно состоит из:
- бортовой аппаратуры системы управления — обеспечение проверок ракеты на всех стадиях (завод-изготовитель, монтажно-испытательный комплекс и стартовый комплекс), пуска и полета ракеты.
- наземной аппаратуры системы управления — обеспечение проверок ракеты на стартовом комплексе и пуска.
- контрольно-испытательной аппаратуры системы управления — обеспечение проверок ракеты на заводе-изготовителе и в монтажно-испытательном (техническом) комплексе.

## Типы систем управления
Различают три типа систем управления ракетой:
- система самонаведения;
- система телеуправления;
- автономная система управления.

Система самонаведения работает на принципе улавливания излучения цели (электромагнитного, теплового и т. д.), либо отраженного от цели. Система самонаведения обеспечивает обнаружение излучения цели и формирует управляющие сигналы, подаваемые в автопилот, либо непосредственно на приводы рулей. Существуют пассивные, активные и полуактивные системы самонаведения. Частным случаем системы самонаведения является головка самонаведения (ГСН). 
Системы телеуправления ракет можно разделить на:
- системы наведения по лучу радиолокатора;
- радиокомандные системы.

В таких системах управление ракетой осуществляется по передаваемым с борта носителя радиокомандам.
Отличие системы наведения по лучу состоит в том, что с борта носителя в аппаратуру ракеты подаются не команды, а узкий радиолуч, указывающий летательному аппарату направление движения.
В автономных системах наведения все средства управления расположены на самой ракете, поэтому в течение всего полета ракета не связана ни с носителем, ни с целью.

## Программное обеспечение

### Россия
- В качестве языка программирования в России используется Модула-2. Разработчик компилятора - новосибирская компания Excelsior (XDS).
- Для космического корабля «Буран» использовался специально разработанный язык программирования на основе Модулы-2.
- В качестве операционной системы реального времени может быть использована ОС2000 или QNX 4.25D — лицензированная SWD software у QSSL (Канада).

### Европа и США
- Европейское космическое агентство (ЕКА) для написания ПО управления ракетой Ариан-5 использовало Ада-95.
- В странах НАТО для написания ПО всей военной техники (в том числе ракет) используется язык программирования Ада-95.
- В НАСА (США) для написания ПО управляющих КА широко используют VxWorks/Tornado (например, марсоходов).

## Российские производители ракетных систем управления
- НПЦ автоматики и приборостроения имени академика Н. А. Пилюгина
- НПО автоматики имени академика Н. А. Семихатова
- ОАО «Концерн „Гранит-Электрон“»[источник не указан 979 дней] (?Научно-исследовательский институт командных приборов)
- МОКБ «Марс»
- НПО «Ленинец»